# Полет 620 на „Тай Еъруейс Интернешънъл“
Полет 620 на „Тай Еъруейс Интернешънъл“ е редовен международен пътнически полет от международното летище „Дон Муанг“, Банкок, Тайланд, до международното летище „Осака“, Осака, Япония, с планирано междинно кацане на международното летище „Ниной Акино“, Манила, Филипини, управляван от „Тай Еъруейс Интернешънъл“. На 26 октомври 1986 г. самолетът „Еърбъс A300B4-601“, който изпълнява полета, претърпява експлозия, докато прелита над залива Тоса, по време на път от Манила до Осака. В резултат на това машината се отклонява от курса си и извършва аварийно кацане в Осака. В инцидента са ранени 109 от общо 239 души на борда.
Първоначално се смята, че подобно на инцидента при полет 123 на „Джапан Еър Лайнс“ година по-рано, механичен проблем е причината за този инцидент. Въпреки че самолетът е доставен по-малко от три седмици преди инцидента, устройствата за налягане създават проблеми, като са подадени съобщения, че включват предупредителните светлини. Самолетът обаче е прегледан от полицията и е бързо разкрито, че се е получила експлозия, причинена от някакъв вид взривно вещество, внесено на борда.
В крайна сметка 43-годишен японец признава, че внася ръчна граната в самолета и случайно издърпва предпазният ѝ щифт, докато е в тоалетната. След това той не успява да го върне обратно и оставя гранатата да се взриви в тоалетната. Той получава тежки изгаряния, след като масло от спукана хидравлична тръба се излива върху него, и по-късно е арестуван от властите.